# Kỳ Sơn (huyện cũ)
Kỳ Sơn là một huyện cũ thuộc tỉnh Hòa Bình, Việt Nam.
Huyện Kỳ Sơn được sáp nhập vào thành phố Hòa Bình vào ngày 1 tháng 1 năm 2020.

## Địa lý
Huyện Kỳ Sơn nằm ở phía bắc thành phố Hòa Bình, có vị trí địa lý:
- Phía đông giáp các huyện Lương Sơn và Kim Bôi
- Phía tây giáp thành phố Hòa Bình và tỉnh Phú Thọ
- Phía nam giáp thành phố Hòa Bình
- Phía bắc giáp thành phố Hà Nội (trước năm 2008 là tỉnh Hà Tây).

Trước khi giải thể, huyện có diện tích 204,92 km², dân số là 34.044 người, mật độ dân số đạt 166 người/km².

## Lịch sử
thuộc Tên gọi Kỳ Sơn chính thức có từ ngày 18 tháng 3 năm 1891, khi ấy Toàn quyền Đông Dương ra nghị định đổi tỉnh Phương Lâm thành tỉnh Hòa Bình, đổi phủ thành châu và lúc đó tỉnh Hòa Bình có 4 châu là Lạc Sơn, Lương Sơn, Kỳ Sơn và Mai Đà.
Trước đó, năm 1886 tổng Cao Phong nằm trong phủ Vạn Yên, các địa phương khác của Kỳ Sơn thuộc phủ Lương Sơn.
Trước Cách mạng tháng Tám năm 1945, châu Kỳ Sơn có 4 tổng là: tổng Cao Phong, tổng Hòa Bình, tổng Mông Hóa và tổng Quỳnh Lâm.
Cách mạng tháng Tám thành công, Chính phủ nước Việt Nam Dân chủ Cộng hòa bãi bỏ cấp tổng. Cuối năm 1945, châu Kỳ Sơn có 11 xã: Cao Phong, Hòa Bình, Mại Thôn, Mông Hóa, Quỳnh Lâm, Thạch Yên, Thịnh Lang, Trung Minh, Túy Cổ Hạ, Túy Cổ Thượng và Yên Mông.
Tháng 1 năm 1948, chuyển 3 xã: Hòa Bình, Thịnh Lang, Yên Mông về châu Mai Đà.
Tháng 10 năm 1948, sáp nhập 3 xã: Túy Cổ Hạ, Túy Cổ Thượng và Mại Thôn thành xã Phú Cường; chuyển 2 xã Tiến Xuân và Yên Quang về huyện Kỳ Sơn.
Từ đó, huyện Kỳ Sơn có 8 xã: Cao Phong, Mông Hóa, Phú Cường, Quỳnh Lâm, Thạch Yên, Tiến Xuân, Trung Minh, Yên Quang.
Tháng 1 năm 1951, chuyển 3 xã: Hòa Bình, Thịnh Lang, Yên Mông thuộc huyện Đà Bắc về huyện Kỳ Sơn.
Tháng 8 năm 1954, chia xã Thạch Yên thành 2 xã: Yên Lập và Yên Thượng; chia xã Cao Phong thành 8 xã: Bắc Phong, Dũng Phong, Đông Phong, Nam Phong, Tân Phong, Tây Phong, Thu Phong và Xuân Phong.
Tháng 5 năm 1955, chia xã Yên Quang thành 3 xã: Yên Bình, Yên Quang và Yên Trung.
Tháng 6 năm 1955, chia xã Quỳnh Lâm thành 5 xã: Bình Thanh, Dân Chủ, Độc Lập, Thái Bình, Thống Nhất.
Tháng 12 năm 1955, giải thể xã Phú Cường để thành lập 3 xã: Hợp Thành, Hợp Thịnh và Phú Minh.
Ngày 22 tháng 1 năm 1957, chia xã Mông Hóa thành 4 xã: Dân Hạ, Dân Hòa, Mông Hóa và Phúc Tiến; chia xã Tiến Xuân thành 2 xã: Đông Xuân và Tiến Xuân; thành lập xã Sủ Ngòi trên cơ sở tách xóm Sủ thuộc xã Trung Minh, xóm Ngòi và xóm Sủ Bến thuộc xã Dân Chủ.
Ngày 27 tháng 2 năm 1961, Hội đồng Chính phủ quyết định chuyển 5 xã: Đông Xuân, Tiến Xuân, Yên Bình, Yên Quang và Yên Trung về huyện Lương Sơn quản lý (đến năm 2008, 4 xã Đông Xuân, Tiến Xuân, Yên Bình và Yên Trung thuộc huyện Lương Sơn được sáp nhập vào các huyện Quốc Oai và Thạch Thất thuộc thành phố Hà Nội).
Ngày 8 tháng 2 năm 1968, Bộ trưởng Bộ Nội vụ quyết định thành lập thị trấn nông trường Cao Phong (cắt khu phố Bưng thuộc xã Bắc Phong sáp nhập vào thị trấn nông trường Cao Phong).
Ngày 3 tháng 8 năm 1978, chuyển 2 xã Hòa Bình và Thịnh Lang về thị xã Hòa Bình quản lý.
Ngày 11 tháng 11 năm 1983, chuyển xã Thái Bình về thị xã Hòa Bình quản lý.
Ngày 28 tháng 2 năm 1985, chuyển xã Thung Nai thuộc huyện Đà Bắc về huyện Kỳ Sơn quản lý.
Ngày 24 tháng 4 năm 1988, chuyển 4 xã Dân Chủ, Sủ Ngòi, Thống Nhất, Yên Mông về thị xã Hòa Bình quản lý.
Ngày 1 tháng 8 năm 1994, thành lập thị trấn Kỳ Sơn trên cơ sở tách đất xã Dân Hạ; giải thể thị trấn nông trường Cao Phong để thành lập thị trấn Cao Phong (nay trở thành thị trấn huyện lị huyện Cao Phong).
Cuối năm 2000, huyện Kỳ Sơn có 2 thị trấn: Kỳ Sơn, Cao Phong và 21 xã: Bắc Phong, Bình Thanh, Dân Hạ, Dân Hòa, Độc Lập, Đông Phong, Dũng Phong, Hợp Thành, Hợp Thịnh, Mông Hóa, Nam Phong, Phú Minh, Phúc Tiến, Tân Phong, Tây Phong, Thu Phong, Thung Nai, Trung Minh, Xuân Phong, Yên Lập, Yên Thượng.
Ngày 12 tháng 12 năm 2001, Chính phủ ra Nghị định số 95/2001/NĐ-CP chia huyện Kỳ Sơn thành hai huyện: Kỳ Sơn và Cao Phong.
Huyện Kỳ Sơn còn lại 9 xã: Dân Hạ, Dân Hòa, Độc Lập, Hợp Thành, Hợp Thịnh, Mông Hóa, Phú Minh, Phúc Tiến, Trung Minh và thị trấn Kỳ Sơn.
Ngày 14 tháng 7 năm 2009, chuyển xã Trung Minh về thành phố Hòa Bình quản lý; chuyển xã Yên Quang thuộc huyện Lương Sơn về huyện Kỳ Sơn quản lý.
Cuối năm 2018, huyện Kỳ Sơn có 10 đơn vị hành chính cấp xã trực thuộc, bao gồm thị trấn Kỳ Sơn (huyện lỵ) và 9 xã: Dân Hạ, Dân Hòa, Độc Lập, Hợp Thành, Hợp Thịnh, Mông Hóa, Phú Minh, Phúc Tiến, Yên Quang.
Ngày 17 tháng 12 năm 2019, Ủy ban thường vụ Quốc hội ban hành Nghị quyết số 830/NQ-UBTVQH14 về việc sắp xếp các đơn vị hành chính cấp huyện, cấp xã thuộc tỉnh Hòa Bình (nghị quyết có hiệu lực từ ngày 1 tháng 1 năm 2020). Theo đó, sáp nhập toàn bộ diện tích và dân số của huyện Kỳ Sơn vào thành phố Hòa Bình.